# Cynwyl Elfed
Cynwyl Elfed è un centro abitato del Galles, situato nella contea del Carmarthenshire.